# Сдобнов, Николай Андреевич
Николай Андреевич Сдобнов (19 июня 1907, Саратов — 18 августа 1971, Харьков) — командир эскадрильи 48-го скоростного бомбардировочного авиационного полка 17-й авиационной дивизии ВВС Юго-Западного фронта, участник Великой Отечественной войны, капитан, Герой Советского Союза.

## Биография
Родился 19 июня 1907 года в городе Саратове в русской семье.
- 1922 год — окончание единой трудовой школы.
- 1922 год — 1928 год — работа ремонтным рабочим на железной дороге, затем машинистом врубовой машины на шахтах Донбасса.
- 1929 год — призван в Красную Армию.
- 1929 год — 1931 год — учёба в Первой военной школе пилотов.
- 1931 год — 1936 год — учёба на отделении командиров звеньев Борисоглебской школы летчиков.
- сентябрь 1939 года — участие в операциях на Западной Украине в ходе Польского похода Красной армии.
- 1939 год — 1940 год — участие в советско-финской войне.
- С 1941 года — участник Великой Отечественной войны на Юго-Западном, Северо-Западном и 3-м Белорусском фронтах. Занимал должности командира эскадрильи, командира полка и заместителя командира дивизии. Принимал участие в боях под Киевом, Ленинградом, Москвой, в Белоруссии, Прибалтике, на территории Восточной Пруссии. В 1941 году был ранен и контужен.

В одном из боёв сбил со своим экипажем 5 вражеских самолётов. Указом Президиума Верховного Совета СССР «О присвоении звания Героя Советского Союза начальствующему составу Красной Армии» от 2 августа 1941 года за «образцовое выполнение боевых заданий командования на фронте борьбы с германским фашизмом и проявленные при этом отвагу и геройство» удостоен звания Героя Советского Союза.
В 1946 году уволен в запас по состоянию здоровья в звании подполковника. Проживал в Харькове.
Скончался 18 августа 1971 года. Похоронен в Харькове на Кладбище № 2.

## Награды
- звание Герой Советского Союза (2 августа 1941) с вручением медали «Золотая Звезда» — за образцовое выполнение боевых заданий командования на фронте борьбы с германским фашизмом и проявленные при этом отвагу и геройство
- Орден Ленина (2 августа 1941) — за образцовое выполнение боевых заданий Командования на фронте борьбы с германским фашизмом
- Орден Красного Знамени (21 марта 1940)
- Орден Александра Невского (11 июля 1945)
- Орден Отечественной войны II степени (29 ноября 1944)
- Орден Красной Звезды (3 ноября 1944)
- Медаль «За взятие Кёнигсберга» (9 июня 1945)
- Медаль «За победу над Германией в Великой Отечественной войне 1941—1945 гг.» (9 мая 1945)
- Медаль «За оборону Киева» (1961)
- Заслуженный рационализатор Украинской ССР (1965)

## Память
- Улица в Саратове[4].